# Податок на нерухоме майно
Податок на нерухомість (англ. property tax) — адвалорний податок на земельні ділянки, будівлі, споруди, житлові та нежитлові приміщення, відособлені водні об'єкти, ліс. Існує більш ніж у 130 країнах світу.